# .li
.li е интернет домейн от първо ниво за Лихтенщайн. Представен е през 1993. Поддържа се и се администрира от Висшето политехническо училище във Вадуц, но регистрации могат да се извършват и чрез SWITCH, които отговарят и за швейцарския домейн .ch.